# Açude Figueiredo
Açude Figueiredo, é um açude brasileiro localizado no estado do Ceará, que está construído sobre o leito do Rio Figueiredo, na bacia hidrográfica do Médio Jaguaribe, nos municípios de Alto Santo e Iracema. Suas obras foram realizadas pelo DNOCS, sendo inaugurado em 14 de junho de 2013, dentro do Programa de Aceleração do Crescimento (PAC). O Açude Figueiredo tem capacidade de acumular 520 milhões de metros cúbicos de água, inundando uma área de 4.985 hectares, transformando-se num dos maiores reservatórios do Ceará.

## Histórico
Essa obra foi considerada uma das obras mais irregulares do Departamento Nacional de Obras Contra as Secas (Dnocs) na atualidade, segundo a Controladoria Geral da União (CGU), dando conta de que R$ 13,5 milhões podem ter sido desviados por meio do superfaturamento na obra. O Ministério Público Federal investigou possível corrupção passiva de servidores do Dnocs no processo indenizatório. Um Termo de Ajustamento de Conduta (TAC) entre MPF e governos estadual e federal datava dezembro de 2010 como último prazo para tudo ter sido resolvido.

## Despropriações
As famílias das comunidades de Boa Esperança e Lapa (em Potiretama) e São José (em Iracema) foram desapropriadas para a área de inundação da barragem. Durante o processo, a Justiça Federal recebeu denúncias sobre subvalorização das áreas indenizadas. Parte das famílias atingidas pela barragem do Figueiredo teve que ser removida para agrovilas, que são espaços construídos em áreas próximas às as margens do açude. Essa parte é da responsabilidade do Instituto do Desenvolvimento Agrário do Ceará (Idace), em convênio firmado com o Dnocs, mas aí também foram encontradas irregularidades: o material utilizado para construção das casas teria sido de baixa qualidade, e mesmo antes de receber as famílias, algumas casas precisaram ter portas e vigas de madeira trocadas. As casas foram construídas em regime de mutirão como acontece em áreas urbanas.
Após auditoria em obras públicas do Dnocs no País, a Controladoria Geral da União encaminhou à presidência da república relatório apontando uma série de irregularidades na obra da Barragem do Figueiredo, onde foram estimados R$ 13,5 milhões de prejuízo direto. Quando o relatório ficou pronto, o então diretor do Dnocs, Elias Fernandes, negou irregularidades, mas demitiu a direção da comissão que acompanhava a obra. Depois o próprio Elias Fernandes foi demitido pelo Ministro da Integração Nacional, por orientação da presidente Dilma.
A Barragem do Figueiredo foi uma das primeiras obras do Dnocs avaliadas na auditoria realizada no órgão. O primeiro questionamento dos auditores foi a falta de informações referentes a desapropriações, cadastro e reassentamentos de terra no relatório da Procuradoria do Dnocs. Depois foi verificado que o relatório da empresa de consultoria tinha sido em parte copiada do próprio relatório de supervisão do Dnocs. O relatório também aponta pagamento indevido de equipamentos por inobservância dos critérios de medição, inclusive nas escavações, com erros nas explosões com dinamite. O pagamento indevido decorrente das medições teriam totalizado R$ 1,7 milhão. O Dnocs chegou a reconhecer falhas apontadas pelo relatório, mas que situações de sobrepreço não chegaram a ser pagas à empresa construtora.
No ano de 2010, diante da ação de fechamento da barragem e com as famílias ainda morando na área a ser inundada, esses moradores ocuparam o canteiro de obras, como forma de pressionar o Dnocs a concluir as indenizações e suas casas. As obras sofreram um mês de paralisação e a Queiroz Galvão pediu indenização de R$ 3,4 milhões.
A auditoria considerou o pagamento irregular, uma vez que no contrato da obra já são previstos custos "eventuais". Os auditores apontaram ainda "inércia do diretor geral do Dnocs" (à época, Elias Fernandes) quanto a definição de contratação dos serviços de desmatamento na barragem, "gerando incerteza física e financeira para a conclusão do empreendimento, além de existência de superestimativa e sobrepreço no projeto básico de desmatamento no valor de R$ 13 milhões. Essa e outras denúncias totalizariam um pagamento indevido de ao menos R$ 17 milhões.

## Inundação
A antiga comunidade de São José dos Famas, desapropriada para a construção da Barragem do Figueiredo, teve seu cemitério inundado em 2013. O processo de transferência dos restos mortais para o novo cemitério ainda não havia sido iniciado pelo Instituto de Desenvolvimento Agrário do Ceará (Idace), responsável pelo reassentamento da população. A inundação do açude atingiu as comunidades de Lapa, em Potiretama; distrito de São José dos Famas, Assentamento Boa Esperança e localidade de Água Nova, em Iracema; e uma pequena parte do município de Alto Santo. No total, 120 famílias tiveram que ser reassentadas pelo Dnocs para a construção do reservatório.

## Aproveitamento
O Açude Figueiredo vem dotar a região de uma infraestrutura hídrica, ampliando o potencial hídrico dos municípios circunvizinhos: Alto Santo, Iracema, Potiretama, Pereiro e Ereré – e propicia condições para o desenvolvimento da agricultura irrigada, piscicultura e pesca na região. Em menor grau, pretende atender à demanda hídrica industrial e constituir-se como local de lazer e recreação da comunidade do entorno, visando, desta forma amenizar a problemática da seca, além disso também tem como objetivos (usos múltiplos):
- Abastecimento Humano e Animal;
- Desenvolvimento da Piscicultura na Região;
- Controle de Cheias;
- Aproveitamento com Turismo e Lazer, com fonte de benefícios adicionais para a Região;
- Irrigação de Terras;
- Geração hidrelétrica, com a construção de uma CGH;[15]

## Geração hidrelétrica
A produção energética atual do Ceará apresenta uma maior participação do tipo termelétrica (52,32 por cento) acompanhada da eólica (47,53 por cento), sendo estas as principais matrizes a compor a capacidade instalada do Estado. Em seguida, tem-se a energia solar fotovoltaica (0,12 por cento) e a hídrica gerada por meio das Centrais Geradoras Hidrelétricas – CGH (0,03 por cento). No Ceará, a produção hidrelétrica é realizada por meio das Centrais Geradoras Hidrelétricas (CGH) que possuem capacidade de geração de até 1 MW de potência. A CGH de Figueiredo é capaz de gerar 403 KW de potência.